# Тарнавський Петро
Петро Тарнавський (псевдо: «Гора»; нар. 1919, с-ще. Лопатин, нині Лопатинська селищна громада, Шептицький район, Львівська область — пом. 23 квітня 1950, в лісі біля с. Грицеволя, нині Лопатинська селищна громада, Шептицький район, Львівська область) — український військовик, лицар Бронзового хреста бойової заслуги УПА.

## Життєпис
Освіта — 4 класи народної школи. Одружений. За фахом — робітник.
Член ОУН із 1940 року. Співробітник Лопатинського РВ НКВС (1940). Працюючи міліціонером активно допомагав члена ОУН уникнути арешту та сприяв втечі двом підпільникам, за що був звільнений.
Учасник збройного підпілля з літа 1944 р. Стрілець боївки СБ Лопатинського районного проводу ОУН (літо 1944 — весна 1947), звеневий кущової боївки (весна 1947 — осінь 1948), бойовик референтури СБ Радехівського надрайонного проводу ОУН (осінь 1948 — 23.04.1950) і одночасно кущовий провідник ОУН (1950).
Підірвався на замінованій співробітниками МДБ криївці. Старший вістун (?), булавний (31.08.1948) УПА.

## Нагороди
Відзначений Бронзовим хрестом бойової заслуги (30.11.1949) та Похвалою у Наказі ВШВО 2 «Буг» (31.08.1948).